# Aviatik B.I
O Aviatik B.I é um avião de reconhecimento alemão, de dois lugares e biplano, desenhado e construído pela empresa Automobil und Aviatik AG.